# Emma Marrone
Pour les articles homonymes, voir Marrone.

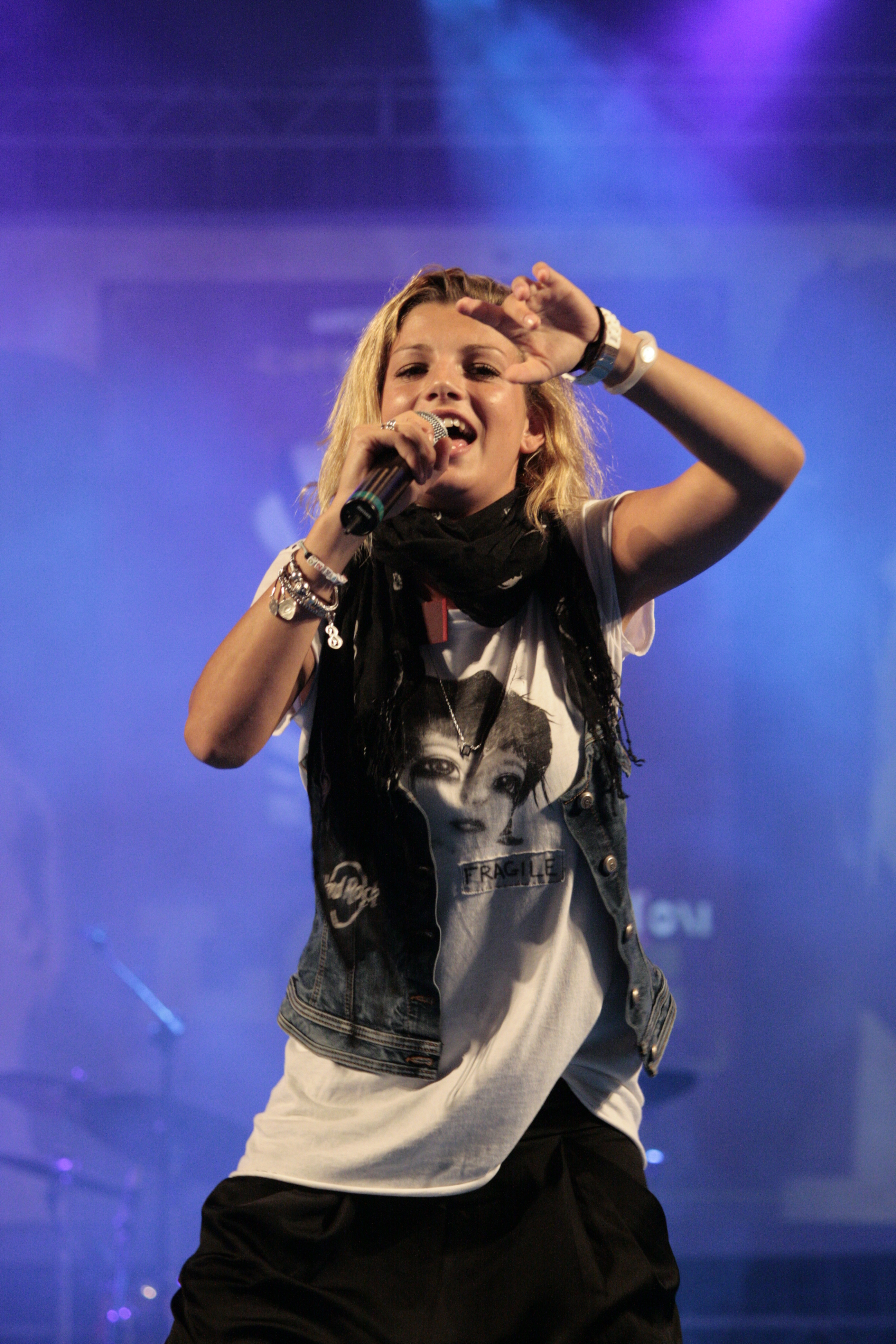
Emma Marrone au Festival du film de Giffoni 2010

Emma Marrone (née Emmanuela Marrone le 25 mai 1984 à Florence)est une chanteuse et actrice italienne.

## Biographie
Bien qu’étant née à Florence, Emma Marrone a vécu la quasi-totalité de son enfance à Aradeo un village de la province de Lecce.
C'est son père Rosario, né le 18 septembre 1955, infirmier de profession mais guitariste dans un groupe de rock amateur qui lui transmet la passion pour la musique. Depuis toute jeune elle commence à chanter dans les places lors des fêtes populaires dans des villages et dans des bars. Elle possède un baccalauréat littéraire. Sa mère, Maria née Marchese, est couturière. Rosario est décédé d'une leucémie à 66 ans le 4 septembre 2022.
Emma a un frère, Francesco, dit « Checco », né le 15 septembre 1988 à Florence, auquel elle est profondément attachée.
Avant de percer dans le milieu musical, Emma Marrone a été durant trois années vendeuse.

## Carrière
En 2003, avec Colomba Pane et  Laura Pisu, elle forme le groupe Lucky Star.
Le groupe sort un unique album LS3 en 2006.
En 2007, elle forme le groupe MJUR  et sort un unique album MJUR en 2008.
Emma Marrone a remporté contre Loredana Errore la neuvième saison de l'émission de téléréalité musicale italienne sur Canale 5 Amici di Maria De Filippi.
Elle a participé le 13 février 2011 à la grande manifestation des femmes, à Rome.
Le 19 février 2011, elle arrive deuxième au festival de Sanremo eu duo avec le groupe Moda et la chanson Arriverà (it).Elle gagnera le festival l'année suivante.
En juin 2012, Emma Marrone perd de peu la finale d’« Amici 2011 » face à Alessandra Amoroso. Les deux chanteuses, très proches, avaient décidé de faire le concert offert à la gagnante ensemble. Ce concert s'est déroulé le 5 septembre 2012 à l'Arène de Vérone et a été retransmis sur Mediaset. Des invités de marque étaient également présents tels que Fiorella Mannoia, Pino Daniele, Marco Carta ou encore Annalisa Scarrone.
Le 8 octobre 2012, la chanteuse a offert un show de 40 minutes au Festival à Londres, au Koko Club. Elle a écrit plusieurs titres comme L'amore non mi basta, La mia félicita et La mia citta.
En avril 2013, Emma sort son troisième album Schiena précédé du single Amami en mars. L'album sera disque de platine et la chanson un des incontournables de l'artiste. En juin 2015, le single Occhi profondi précède la sortie en novembre du quatrième album Adesso. Le succès ne se dément pas même si le temps d'un album, l'artiste a choisi l'orientation d'un disque electro. Elle revient à son style début 2018 avec l'opus suivant Essere Qui porté par le succès du titre L'Isola. Elle sort une réédition augmentée de quatre inédits en novembre de la même année sous le titre Essere Qui Boom Edition qui contient un nouveau tube, Mondiale.
Le réalisateur Gabriele Muccino lui fait faire ses débuts d'actrice dans son film Gli anni più belli tourné en 2019 et dont la sortie en Italie est prévue pour le 13 février 2020.
Le 6 septembre 2019 sort son nouveau single Io sono bella écrit par Vasco Rossi, anticipant un sixième album studio annoncé pour la fin de l'année, qui sera suivi d'une tournée. Le 16 octobre 2019, elle annonce un concert aux arènes de Vérone le 25 mai 2020 pour ses dix ans de carrière et le jour de son 36e anniversaire.
Ses concerts étant reportés en juin 2021 en raison de la crise sanitaire, elle devient jurée de l'émission télévisée X Factor pour la saison 2020-2021 sur la chaîne Sky.
Le 11 mars 2021, Emma Marrone annonce sa participation à la série télévisée A casa tutti bene réalisée par Gabriele Muccino qui l'a faite débuter au cinéma. Le tournage commence le 15 mars 2021 pour une diffusion sur la chaîne Sky à l'automne. Elle participe à une saison 2 tournée en 2022.
Le 13 décembre 2021, Emma annonce qu'elle tourne le nouveau film de Stefano Chiantini Il ritorno. Le film sort en Italie le 15 décembre 2022.

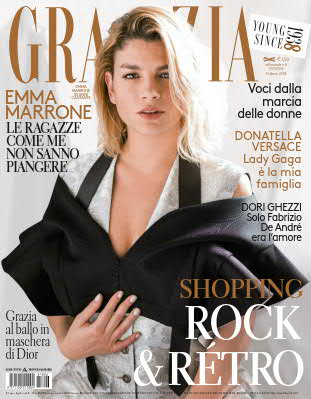
En couverture du magazine Grazia en 2018

Dix ans après sa victoire au festival de Sanremo, elle participe à la 72e édition du 1er au 5 février 2022 avec la chanson Ogni volta è cosiet se classe sixième. Elle revient en 2023 au festival chantant en duo avec Lazza, ce dernier en compétition, lors de la quatrième soirée dédiée aux reprises, interprétant la fine, chanson de Nesli datant de 2009.
Le 28 août 2023, elle annonce la sortie de son septième album Souvenir en précisant qu'elle ne fera pas de tournée dans les stades et salles de spectacles, mais 15 spectacles en discothèque à travers toute l'Italie du 10 novembre au 22 décembre. Le 3 décembre 2023, Amadeus annonce qu'Emma participera comme concurrente au festival de Sanremo 2024. Le 10 février 2024, elle se classe à ce festival 14e avec la chanson Apnea. Le 3 mai 2024, elle sort un autre single inédit ne figurant pas dans l'album Souvenir, Femme fatale. Consciente que les concerts donnés en discothèque en 2023 à la sortie de l'album Souvenir ont limité une partie de son public, elle programme pour 2024 une tournée d'été et pour novembre des concerts dans les grandes salles de concert habituelles comme l'Unipol Forum d'Assago à Milan.
Le 13 novembre 2024, lendemain de son concert à Assago, elle annonce dans le Corriere della sera qu'après sa tournée (qui comporte aussi Rome et Bari), son intention de prendre une pause dans sa carrière de chanteuse pour une durée indéterminée.

## Festival de Sanremo 2012
Elle a gagné avec 49 % des préférences le Festival de Sanremo 2012 avec la chanson Non è l'inferno, le 19 février 2012.
Sa chanson parle principalement de l'actualité, en parlant des familles et des jeunes d'aujourd'hui qui ont des nombreuses difficultés à soutenir les dépenses de la vie courante.

## Eurovision 2014
Le 11 mai 2014, Emma représente l'Italie au Concours Eurovision de la chanson 2014 avec la chanson La mia città (Ma ville) qu'elle avait sorti sur la réédition de l'album Schiena intitulé Schiena vs Schiena le 12 novembre 2013. Elle obtient 33 points qui lui permettent d'arriver vingt-et-unième.

## Vie privée
Comme elle révèle dans une interview conduite par le magazine Gioia en mars 2011, Emma découvre avoir un cancer de l'utérus. Elle est opérée d'urgence à Rome pendant 7 heures. Cette opération lui permettra de sauver son utérus. Ensuite, Emma a promu une campagne de sensibilisation sur la prévention des cancers parmi les jeunes.
Emma a vécu avec le danseur Stefano De Martino de 2009 à 2012, avec l'acteur Marco Bocci en 2013, et le footballeur Fabio Borriello en 2015.

## Discographie

### Albums Studio
- A me piace così (en) (standard (2010), special (2010), Sanremo Edition (2011)
- Sarò libera (en) (standard (2011), Sanremo Edition (2012)
- Schiena (en) (standard (2013), Schiena vs Schiena (2013)[27]
- Adesso (it) (standard (2015), Adesso Tour Edition (2016))
- Essere qui (it) (standard (2018), Essere qui Boom Edition,(2018)
- Fortuna [28]  (2019)
- Souvenir (Capitol/Universal Music (2023)[29]Souvenir Extended Edition (2024)

### Albums en public
- E Live (it) (standard (2014))

### Compilations
Best of me  (2021))

### Extended Play
- Oltre (en) (EP, 2010)

### Singles
- Calore (2010)

- Un sogno a costo zero (2010)

- Sembra strano (2010)

- Con le nuvole (2010)

- Cullami (2010)

- Arriverà (2011) en duo avec le groupe I Moda

- Io son per te l'amore (2011)

- Sarò liberà (2011)

- Tra passione e lacrime (2011)

- Non è l'inferno (2012)

- Cercavo amore (2012)

- Maledetto quel giorno (2012)

- Amami (2013)

- Dimentico tutto (2013)

- L'amore non mi basta (2013)

- Trattengo il fiato (2014)

- La mia città (2014)

- Resta ancora un po' (2014)

- Occhi profondi (2015)

- Arriverà l'amore (2015)

- Io di te non ho paura (2016)

- Il paradiso non esiste (2016)

- Quando le canzone finiranno (2016)

- L'isola (2018)

- Effetto domino (2018)

- Mi parli piano (2018)

- Mondiale (2018)

- Io sono bella (2019)

- Stupida allegria (2019)

- Luci blu (2020)

- Latina (2020)

- Pezzo di cuore en duo avec Alessandra Amoroso (2021)

- Che sogno incredibile en duo avec Loredana Bertè (2021)

- Ogni volta è cosi (2022)

- Sbagliata ascendente leone (2022)

- Mezzo Mondo (2023)

- Taxi sulla luna (2023) Duo avec Tony Effe

- Iniziamo dalla fine (2023)

- Apnea (2024)

- Hangover (2024) Duo avec Baby Gang

- Vita lenta (2024)

## Filmographie

### Longs métrages
2020 : Nos plus belles années (Gli anni più belli) réalisation de Gabriele Mucchino
2021 : Il ritorno réalisation de Stefano Chiantini, (film sorti en Italie le 15 décembre 2022).

### Courts métrages
2022 : Sbagliata ascendente leone d' Andrea Santaterra et Lorenzo Silvestri

### Télévision
2021 : A Casa tutti bene réalisation de Gabriele Mucchino.

## Publications
- Se ci credi davvero. Come i ragazzi di Amici hanno realizzato i loro sogni de Luca Zanforlin, Mondadori, 2013[36]
- Dentro tutto è acceso d'Emma Marrone, Mondadori Electa, 2016[37]
- Essere qui boom edition (livre + CD) d'Emma Marrone, Universal, 2018[38]
- L'année d'Emma Marrone de Patrick Sansano, éditions BOD, 2019[13].
- En attendant Emma de Patrick Sansano, tome 1, éditions BOD, 2023, tome 2, éditions BOD 2024[39].